# چرخه ژیمناستیک

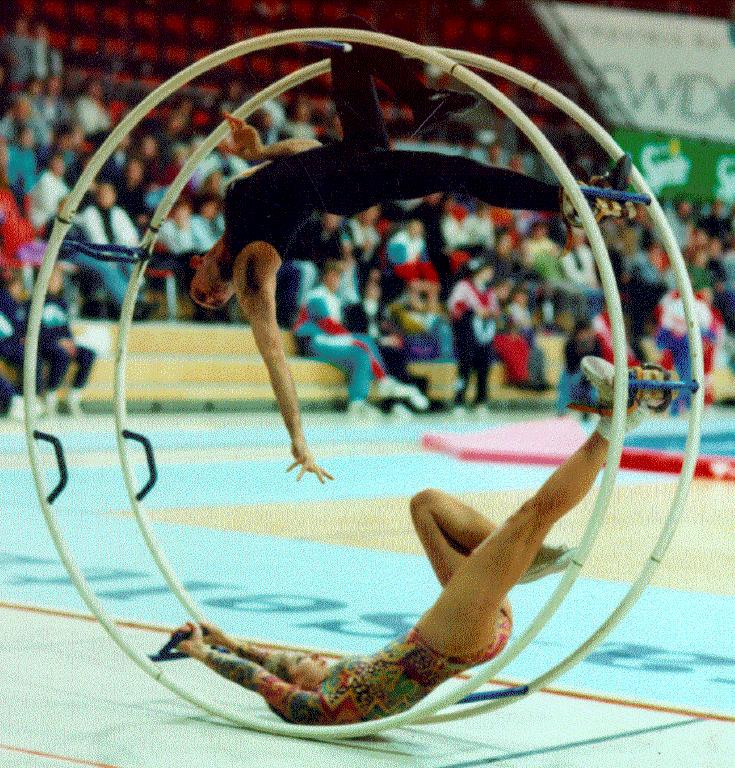
چرخه ژیمناستیک

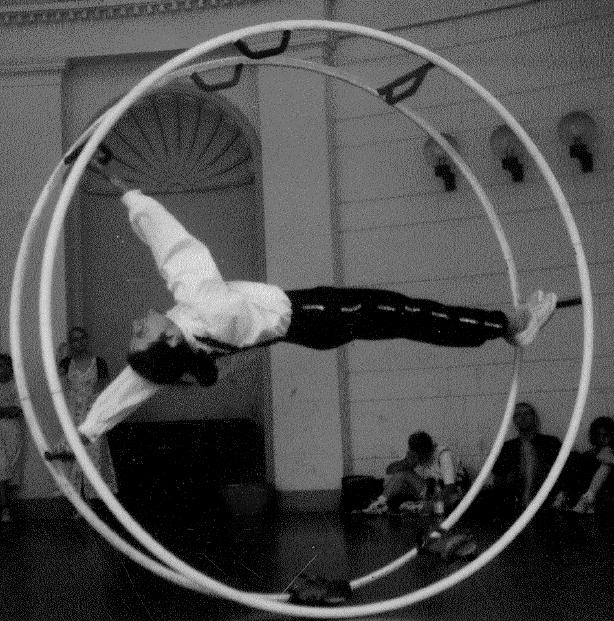

چرخه ژیمناستیک یا رونچرخه دستگاه ورزشی متشکل از دو چرخ، که توسط شش میله متصل است. قطر چرخ بسته به اندازه از ژیمناست متفاوت است. چرخ بین ۱۳۰ و ۲۴۵ سانتی قطر وجود دارد و وزن ان بین ۴۰ و ۶۰ کیلوگرم می‌باشد.

## تاریخچه
چرخه ژیمناستیک در سال ۱۹۲۵ توسط اتو فایک (به آلمانی: Otto Feick) در شوناو اختراع شد. پسر یک آهنگر، توسط حافظه از یک رویداد در دوران کودکی الهام گرفته شده بود.
او برای ثبت اختراع به عنوان "چرخ-ژیمناستیک و تجهیزات ورزشی" واصل شده است. او چرخ در حدود لودویگسهافن را اختراع کرده بود. اختراع در ۱۹۲۵ نوامبر ۸ صادر شد. نام "Rhönrad" به ثبت رسیده است و از سال ۱۹۲۶ حفاظت شده ("Rhön" به نام منطقه و کوه که در آن چرخ اختراع شد است).
در سال ۱۹۳۶ این ورزش در بازی های المپیک در برلین نشان داده شد، اما به عنوان یک رشته المپیک ندارد.
تمرکز چرخ ژیمناستیک تا حد زیادی در آلمان باقی مانده است.

## مسابقات جهانی
در سال ۱۳۹۴ اولین مسابقات جهانی در  دن هلدر  اجرا شد. شاهین تیوای سادات الحسینی برای ایران در این مسابقت شرکت کرد.  مسابقات جهانی هر ۲ سال اجرا پیدا میکنند. 

## نگارخانه

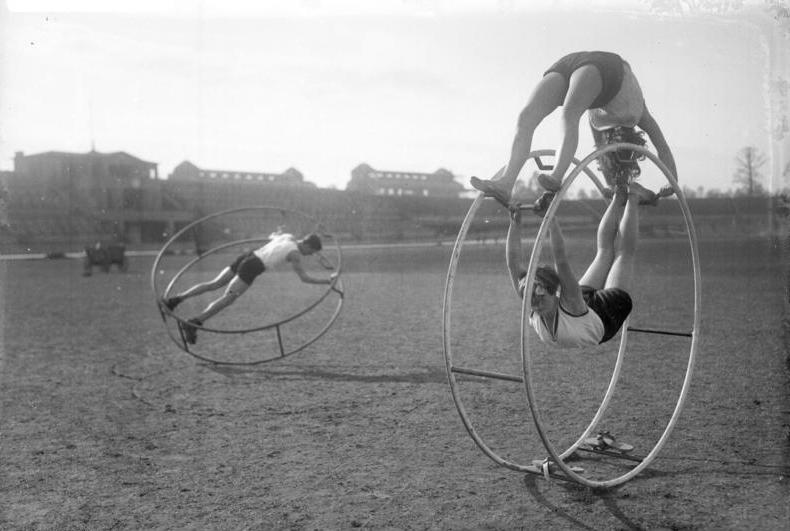
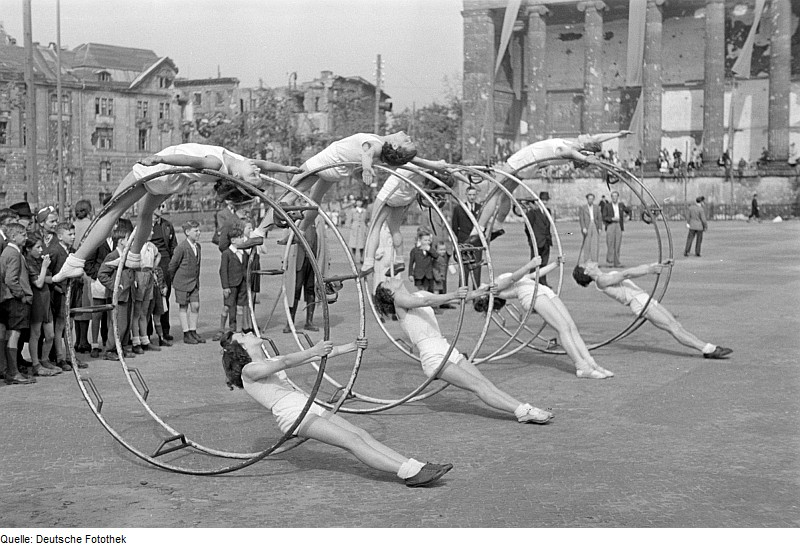
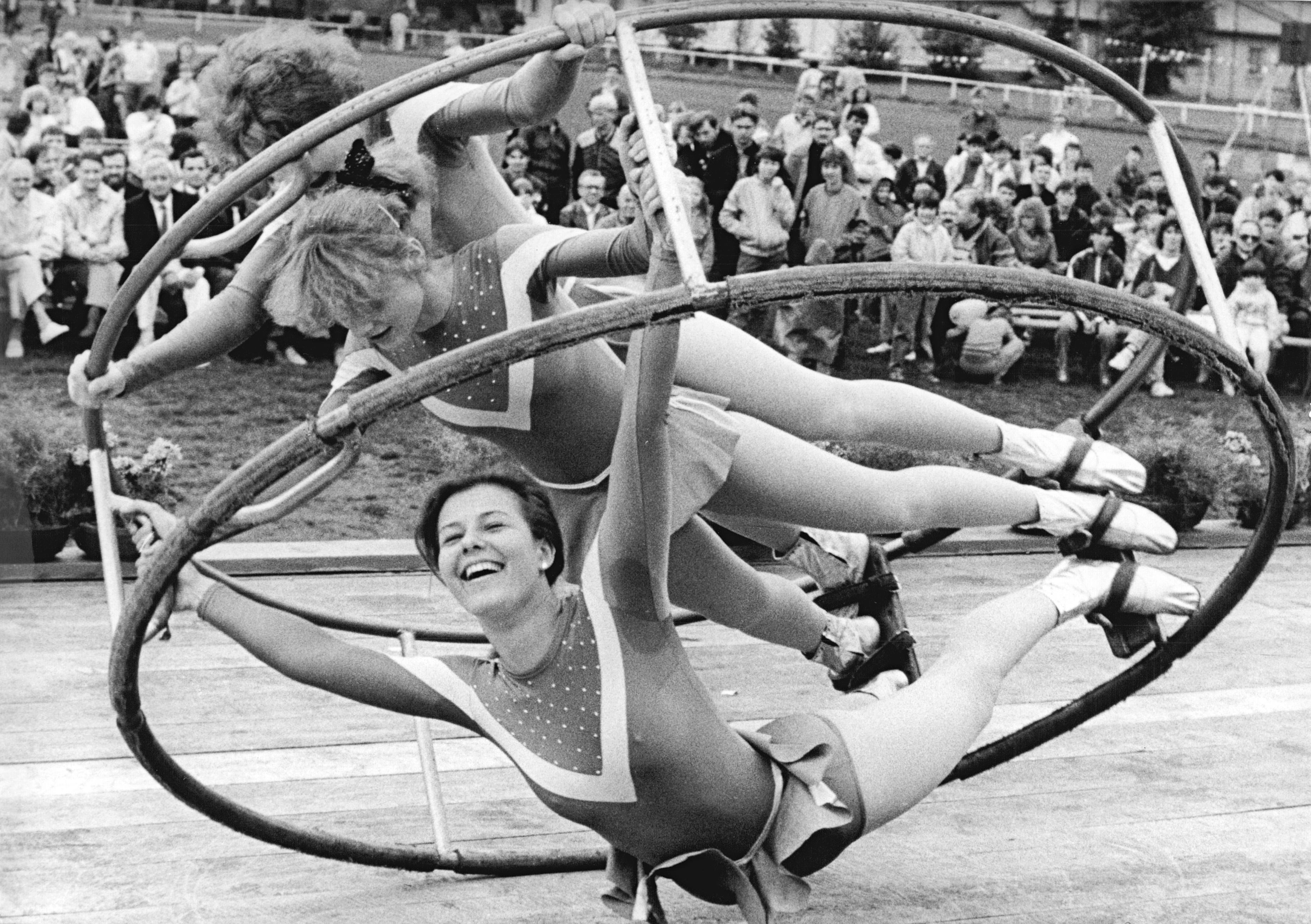